# Grupo Deportivo Orbea-Danena
El Grupo Deportivo Orbea-Danena fue una estructura que mantuvo un equipo ciclista español, profesional desde 1984 hasta 1989 tras haber sido previamente aficionado. Sus impulsores fueron Peli Egaña (patrón de la marca de bicicletas Orbea) y Patxi Alkorta (responsable de la Sociedad Deportiva Danena).
El equipo fue cambiando su nombre de competición en función de los patrocinadores, que incluyeron marcas como Gin MG, Seat, Caja Rural o Paternina. El equipo Artiach tomó su relevo en el pelotón, hasta 1995.

## Precedentes de Orbea
Orbea ya había patrocinado de forma individual a ciclistas durante muchos años en distintas categorías, empezando con profesionales en los años 1930, entre los que destacan Ricardo Montero, Luciano Montero y Mariano Cañardo.
Ya en los años 1970 formó su primer equipo de primer nivel, del que formaba parte como líder del equipo Miguel Mari Lasa.

## Historia del equipo

### Ciclismo aficionado
Peli Egaña (presidente del fabricante de bicicletas Orbea) y Patxi Alkorta (responsable de la S. D. Danena, de Cizúrquil) fundaron en los años 1970 un equipo ciclista aficionado, en lo que supuso el inicio de la asociación. La formación contaba con Jokin Mujika, protegido de Alkorta desde juveniles (con el equipo Insalus), como principal figura. 
La escuadra guipuzcoana se convirtió en una de las más potentes del pelotón amateur vasco-navarro, siendo sus principales rivales en la categoría el Reynolds navarro (con Miguel Induráin en sus filas), el Cafés Baqué vizcaíno (con Julián Gorospe como líder) y el Gurelesa/Kaiku dirigido por Iñaki Juanikorena.

### Ciclismo profesional (1984-1989)
Durante los años 1980, se recuperó nuevamente el equipo profesional patrocinado por la marca guipuzcoana, siendo 1984 la primera temporada en la que corrieron el calendario profesional. Durante varios años, Orbea se mantuvo patrocinando el equipo, en ocasiones como espónsor principal y a veces como secundario, compartiendo espacio publicitario con Gin MG, Seat, Caja Rural y Paternina. En 1990, tras unas largas negociaciones, consiguieron el apoyo económico del fabricante de galletas Artiach. Esta formación no presenta relación con el equipo Orbea formado durante los años 2000, excepción hecha del patrocinador.

#### Orbea, Gin MG y Seat (1984-1986)
El equipo nació en 1984, fundado por Peli Egaña y Patxi Alkorta, con Orbea como patrocinador, y bajo la dirección de Txomin Perurena y Francisco Giner. Unos jóvenes Jokin Mujika y Pello Ruiz Cabestany eran algunos de los nombres más destacados. Entre los triunfos más destacados del equipo en su primer año como profesional, se encuentran una etapa en la Vuelta a la Comunidad Valenciana ganada por Cabestany, una etapa en la Vuelta al País Vasco ganada por Jon Koldo Urien y la clasificación de la montaña de la Vuelta a España, en la cual se impuso Felipe Yáñez.
En 1985, la escuadra contó con el copatrocinio de Gin MG y Seat, el primero para las carreras españolas y el segundo para el Tour y el resto de carreras en el extranjero, al no estar permitida la publicidad de bebidas alcohólicas. Aquel año el equipo contó con el fichaje del segoviano Pedro Delgado, el cual logró nada menos que ganar una etapa y la clasificación general de la Vuelta ciclista a España. Felipe Yáñez, con una etapa en la Vuelta a Murcia, y Cabestany, con una etapa en la Vuelta a España (también terminó 4.º en la general) y la general de la Vuelta al País Vasco, cerraron lo más destacado del palmarés de Orbea en 1985.
En 1986, Seat se hizo con el patrocinio del equipo, con Orbea como patrocinador secundario. Ante la baja de Perico Delgado, el equipo se reforzó con el vizcaíno Marino Lejarreta.
Aquel año, los velocistas del equipo comenzaron a lograr los primeros resultados importantes, con etapas en La Rioja y Murcia de Manuel Jorge Domínguez, y en el Tour de Romandía de Mathieu Hermans. Lejarreta, por su parte, impuso su ley en la Subida al Naranco y en la Vuelta a Burgos. Otras victorias destacables de aquel año fueron la de Antonio Esparza en el Trofeo Masferrer y Jaime Vilamajó en la Hucha de Oro.
En la Vuelta a España, dos integrantes del equipo ganaron etapas: Manuel Jorge Domínguez, en la 2.ª con final en Barcelona, y Marino Lejarreta, que venció en la cronoescalada al Alto del Naranco. En la general, Lejarreta terminó 5.º y Cabestany, 6.º.

#### Caja Rural y Paternina (1987-1989)
Al comienzo de la temporada 1987, se hizo público que la marca Seat dejaría de patrocinar al equipo profesional, aunque se mantendría ligado a las categorías inferiores. Hasta abril del mismo año, en vísperas de la Vuelta a España, el conjunto no encontró nuevo patrocinador, cuando lo encontró en la figura de Caja Rural. En el ámbito deportivo, la estructura del equipo se mantuvo sin grandes cambios. El esprínter neerlandés Hermans aportó tres etapas en la Vuelta a la Comunidad Valenciana, otra en la Vuelta a los Países Bajos y el triunfo en la París-Camembert. Lejarreta volvió a cumplir su papel de jefe de filas, con triunfos en la Euskal Bizikleta, la Vuelta a Burgos, la Subida a Urkiola y la Clásica de San Sebastián. Cabestany se impuso en la Vuelta a Murcia, donde logró dos triunfos parciales, y Jokin Mujika hizo lo propio en la Vuelta a Galicia. Pascal Jules y Manuel Murga también cosecharon sendas etapas en la Vuelta a Andalucía y la Vuelta a Asturias, respectivamente. 
En la Vuelta a España, Antonio Esparza se impuso en dos etapas, la 9.ª y la 15.ª, mientras que Jaime Vilamajó se impuso en la 22.ª etapa, con final en Madrid.
En 1988, exceptuando el fichaje de algunos ciclistas europeos, la escuadra volvió a mantenerse estable. Hermans continuó demostrando sus excelentes dotes en el sprint, consiguiendo hasta doce triunfos en competiciones de relevancia como Semana Catalana, Vuelta a los Países Bajos, Volta a Cataluña, Vuelta a Valencia y Vuelta a Murcia. Lejarreta registró los triunfos de Subida a Urkiola, Vuelta a Galicia y Vuelta a Burgos, mientras que Mújika se adjudicó la Euskal Bizikleta.
En la Vuelta a España, fue también el velocista Hermans quien más destacó, al ganar seis etapas, incluyendo la última con final en Madrid, a pesar de lo cual, solo pudo acabar 2.º en la clasificación por puntos.
En 1989, las victorias de etapa de Mathieu Hermans en Volta a Cataluña y Tour de Francia, junto al triunfo en la general de Lejarreta en la Volta son lo más destacado del palmarés de la formación española. En la Vuelta a España, de nuevo volvió a brillar Hermans, aunque esta vez se quedó en solo tres triunfos de etapas, volviendo a terminar 2.º en la clasificación por puntos.

#### Artiach (1990-1995)
A mediados de la temporada 1989, la empresa vinícola Paternina tomó el relevo de la entidad bancaria, con posibilidad de firmar por otro año más, aunque finalmente no hubo acuerdo entre ambas partes, lo que dejaba al equipo en una difícil situación. En las mismas fechas, una de sus principales figuras, Marino Lejarreta, anunciaba que no continuaría en el equipo la temporada siguiente. Pocos días después, ante la incapacidad de asegurar un espónsor, Jokin Mujika anunció su fichaje por el equipo Banesto.
El 29 de diciembre se supo que el equipo recibiría apoyo por parte de la campaña publicitaria 'Alimentos de España', aunque el nombre concreto tardó varias semanas en concretarse. En abril, finalmente, se llegó al desenlace del culebrón, pasando a competir con el patrocinio de Artiach, publicidad bajo la cual el equipo compitió hasta 1995.

## Sede
La estructura se basaba en la de la S. D. Danena, una entidad deportiva de Cizúrquil (Guipúzcoa).

## Palmarés

### Principales victorias
- Vuelta a España 1985
- Clásica de San Sebastián 1987
- Volta a Cataluña 1989

## Plantilla
Para años anteriores, véase Plantillas del Orbea

### Principales corredores
- Pedro Delgado
- Mathieu Hermans
- Marino Lejarreta
- Jokin Mujika
- Pello Ruiz Cabestany